# ニト・アルヴェス
ニト・アルヴェス（Nito Alves、生年不詳 – 1977年）は、アンゴラの政治家。
1975年のアンゴラ独立に伴い内務大臣に就任したが、アルヴェスはアンゴラ解放人民運動（MPLA）内でも親ソ派であり、初代大統領となったアゴスティニョ・ネトとは外交政策を巡って路線対立を来すようになっていった。ネトは非同盟、社会改良主義、多民族共存路線を志向したプラグマティストであったが、一方、あくまで社会主義路線にこだわったアルヴェスは、アンゴラ国内にソ連軍の基地設営を求めた。
1977年2月アルヴェスは訪ソし、第22回ソ連共産党党大会で来賓の一人として演説した。しかし、その後の権力闘争に敗北したアルヴェスは、同年5月21日にMPLAを追放された。アルヴェスと彼の一派はクーデターを起こし、事態を一挙に有利に運ぼうとして刑務所を襲撃し、首都ルアンダのラジオ局を一時占拠したが、キューバ軍の支援をうけたアンゴラ軍によってラジオ局は奪回された。アルヴェスは敗北し、アルヴェスの一派（ニティスタ）数千人は逮捕され、約500人が殺害された（フラシオニズモ）。
ネト大統領は、これを機に党内を自派で固め、1979年9月ネトの死後、MPLA党内はさしたる混乱もなくジョゼ・エドゥアルド・ドス・サントスに受け継がれた。